# Plato (Minnesota)
Plato – miasto położone w południowej części stanu Minnesota. 
Liczy 336 mieszkańców, ma powierzchnię 0,9 km².